# Forêt domaniale des Pays-de-Monts
La forêt domaniale des Pays-de-Monts, également désignée sous le nom de forêt de Monts, est une forêt domaniale s’étirant sur les dunes du littoral du nord de la Vendée.

## Présentation
Longue de 25 km entre Fromentine (commune de La Barre-de-Monts) au nord et Sion-sur-l'Océan (commune de Saint-Hilaire-de-Riez) au sud, sa largeur n’excède pas 2,3 km. Elle totalise une superficie de 2 280 hectares (La Barre-de-Monts totalise à elle seule 600 hectares, ce qui en fait le plus grand massif forestier du littoral vendéen). Elle marque également de son empreinte l'urbanisme de communes comme celles de Saint-Jean-de-Monts et Notre-Dame-de-Monts, en isolant par cette « coulée verte » d'une centaine de mètres de largeur, les centres-villes de leurs fronts de mer reliés entre eux par des avenues boisées.
Ses 110 mares et sa héronnière de 2 ha en font une forêt très riche sur le plan de la faune et de la flore.

## Historique
La forêt domaniale des Pays-de-Monts fut plantée à la fin du XIXe siècle sous le Second Empire. Il s'agissait alors de fixer les dunes et de rendre ainsi les marais cultivables en les asséchant.

## Espèces rencontrées
- pin maritime : Il recouvre 75 % de la forêt mais connaît cependant aujourd’hui un véritable dépérissement
- pin parasol,
- pin laricio de Corse,
- chêne vert,
- Érable de Montpellier.

## Classement et protection
Selon Natura 2000, la forêt fait partie d'un cadre géographique plus large englobant également le Marais breton, la baie de Bourgneuf, et l'île de Noirmoutier.
Cette même zone géographique a été désignée le 2 février 2017, zone humide d’importance internationale au titre de la convention de Ramsar.